# Andy Bowen
Andy Bowen était un boxeur américain né le 3 mai 1867 à la Nouvelle-Orléans et mort le 15 décembre 1894. Sa notoriété vient du combat contre Jack Burke qui fut le 6 avril 1893 le plus long match de boxe de tous les temps. Il est mort quelques heures après avoir été KO lors du combat contre Kid Lavigne. La mort de Bowen provoquera une remise en cause des règles de boxe sur la Nouvelle-Orléans.

## Biographie
Ce qui fera la notoriété de Andy Bowen, c'est la rencontre sur ring avec Jack Burke, le soir du 6 avril 1893 au Club olympique de la Nouvelle-Orléans pour 2 500 $ vers 21h00. Le combat durera 111 rounds, record de durée en 7 heures et 19 minutes. L'arbitre John Duffy à l'issue du combat déclare qu'il n'y a aucun vainqueur, combat considéré comme «no contest», c'est-à-dire que l'engagement ne peut être poursuivi.
Andy Bowen est décédé le 15 décembre 1894 à l'âge de 27 ans à La Nouvelle-Orléans lors d'un combat contre Kid Lavigne.